# Cazierius politus
Espèce
Synonymes
- Diplocentrus politus Pocock, 1898

Cazierius politus est une espèce de scorpions de la famille des Diplocentridae.

## Distribution
Cette espèce est endémique de République dominicaine.

## Description
La femelle syntype mesure 36 mm.
Le mâle juvénile décrit par Francke en 1978 mesure 20,70 mm et les femelles de 30,05 à 33,30 mm.

## Systématique et taxinomie
Cette espèce a été décrite sous le protonyme Diplocentrus politus par Pocock en 1898. Elle est placée dans le genre Cazierius par Francke en 1978.

## Publication originale
- Pocock, 1898 : Description of some new scorpions from Central and South America. Annals and Magazine of Natural History, sér. 7, vol. 1, p. 384-394 (texte intégral).